# Clément-Bayard Monoplan
Die Clément-Bayard Monoplan war ein französischer Eindecker von 1908, der von Victor Tatin konstruiert und von Chauvière für Clément-Bayard gebaut wurde.

## Beschreibung
Auffallend waren die nach oben gebogenen Enden der Tragfläche und der doppelte Leitwerksträger, der das Höhenruder trug. Das Seitenruder war mittig auf dem Höhenruder angebracht. Der Antrieb erfolge durch einen 7-Zylinder-Sternmotor, der von Clerget-Blin für Clèment-Bayard entwickelt worden war. Der Motor befand sich im Schwerpunkt des Flugzeugs. Zwischen den Leitwerksträgern befand sich ein Druckpropeller.
Das Flugzeug wurde im Dezember 1908 auf dem Aero Salon in Paris ausgestellt.

## Technische Daten
| Kenngröße       | Daten                                   |
| --------------- | --------------------------------------- |
| Spannweite      | 12,5 m                                  |
| Flügelfläche    | 23 m²                                   |
| Flügelstreckung | 6,8                                     |
| Gewicht         | 400 kg                                  |
| Antrieb         | 7-Zylinder-Sternmotor mit 37 kW (50 PS) |